# Stazione di Versciaco-Elmo
La stazione di Versciaco-Elmo (in tedesco Vierschach-Helm) è una fermata ferroviaria posta sulla ferrovia San Candido-Maribor. Serve la località di Versciaco, frazione del comune di San Candido, a 1137 m s.l.m., e dista circa 3,5 km dal confine di stato italo-austriaco.

## Storia
La fermata fu inaugurata il 15 dicembre 2014, sostituendo la preesistente stazione di Versciaco, sita circa 400 metri più ad ovest, chiusa al traffico nel 1989 e successivamente demolita.

## Strutture e impianti
Dal 2015 la fermata è collegata direttamente con gli impianti di risalita del monte Elmo, mediante un ponte pedonale che sovrappassa la prospiciente strada statale della Pusteria. Tali impianti sono congiunti a loro volta con quelli della Croda Rossa di Sesto..
Sebbene si trovi in territorio italiano (costituendo la fermata in servizio più prossima alla frontiera) e sia gestita da RFI, la stazione è elettrificata secondo gli standard austriaci, ovvero con linea aerea di contatto a corrente alternata monofase di 15000 V 16⅔ Hz, in luogo dei 3 000 V a corrente continua adottati in Italia (il cambio di tensione avviene infatti presso la stazione di San Candido). La palificazione che regge la linea aerea è invece di tipo italiano.

## Movimento
La stazione è servita dai treni gestiti da SAD e ÖBB che effettuano il servizio regionale internazionale Fortezza-San Candido-Lienz.